# Seven de Dubái 2021 (segunda edición)
El Seven de Dubái 2021 fue la vigésimo segunda edición  del Seven de Dubái y fue el segundo torneo de la Serie Mundial Masculina de Rugby 7 2021-22.
Se realizó durante el 3 y 4 de diciembre de 2021 en el The Sevens Stadium en Dubái, Emiratos Árabes.

## Formato
Se dividieron en tres grupos de cuatro equipos, cada grupo se resolvió con el sistema de todos contra todos a una sola ronda; la victoria otorgó 3 puntos, el empate 2 y la derrota 1 punto.
Los dos equipos con más puntos en cada grupo avanzaron a cuartos de final de la Copa, sumado a los dos mejores segundos.

## Equipos
| África - Sudáfrica - Kenia Asia - Japón Europa - España - Francia - Gran Bretaña - Irlanda | América - Argentina - Canadá - Estados Unidos Oceanía - Australia - Fiyi |

## Fase de grupos
|  | Avanzan a cuartos de final. |

### Grupo A
| Pos | Países       | Partidos | Partidos | Partidos | Tantos | Tantos | Tantos | Pts |
| Pos | Países       | G        | E        | P        | PF     | PC     | DP     | Pts |
| --- | ------------ | -------- | -------- | -------- | ------ | ------ | ------ | --- |
| 1   | Sudáfrica    | 3        | 0        | 0        | 90     | 19     | +71    | 9   |
| 2   | Gran Bretaña | 2        | 0        | 1        | 67     | 56     | +11    | 7   |
| 3   | Irlanda      | 1        | 0        | 2        | 74     | 45     | +29    | 5   |
| 4   | Japón        | 0        | 0        | 3        | 14     | 125    | −111   | 3   |

| 3 de diciembre | Gran Bretaña | 24 - 21 | Irlanda |  |  |

| 3 de diciembre | Sudáfrica | 48 - 0 | Japón |  |  |

| 3 de diciembre | Gran Bretaña | 36 - 14 | Japón |  |  |

| 3 de diciembre | Sudáfrica | 21 - 12 | Irlanda |  |  |

| 3 de diciembre | Irlanda | 41 - 0 | Japón |  |  |

| 3 de diciembre | Sudáfrica | 21 - 7 | Gran Bretaña |  |  |

### Grupo B
| Pos | Países         | Partidos | Partidos | Partidos | Tantos | Tantos | Tantos | Pts |
| Pos | Países         | G        | E        | P        | PF     | PC     | DP     | Pts |
| --- | -------------- | -------- | -------- | -------- | ------ | ------ | ------ | --- |
| 1   | Australia      | 3        | 0        | 0        | 67     | 50     | +17    | 9   |
| 2   | Estados Unidos | 2        | 0        | 1        | 81     | 57     | +24    | 7   |
| 3   | Kenia          | 1        | 0        | 2        | 61     | 59     | +2     | 5   |
| 4   | Canadá         | 0        | 0        | 3        | 45     | 88     | −43    | 3   |

| 3 de diciembre | Australia | 21 - 14 | Kenia |  |  |

| 3 de diciembre | Estados Unidos | 38 - 14 | Canadá |  |  |

| 3 de diciembre | Australia | 24 - 17 | Canadá |  |  |

| 3 de diciembre | Estados Unidos | 24 - 21 | Kenia |  |  |

| 3 de diciembre | Kenia | 26 - 14 | Canadá |  |  |

| 3 de diciembre | Estados Unidos | 19 - 22 | Australia |  |  |

### Grupo C
| Pos | Países    | Partidos | Partidos | Partidos | Tantos | Tantos | Tantos | Pts |
| Pos | Países    | G        | E        | P        | PF     | PC     | DP     | Pts |
| --- | --------- | -------- | -------- | -------- | ------ | ------ | ------ | --- |
| 1   | Argentina | 2        | 0        | 1        | 52     | 71     | −19    | 7   |
| 2   | Francia   | 2        | 0        | 1        | 72     | 55     | +17    | 7   |
| 3   | España    | 1        | 0        | 2        | 61     | 73     | −12    | 5   |
| 4   | Fiyi      | 1        | 0        | 2        | 76     | 62     | +14    | 5   |

| 3 de diciembre | Fiyi | 17 - 22 | Francia |  |  |

| 3 de diciembre | Argentina | 21 - 14 | España |  |  |

| 3 de diciembre | Fiyi | 19 - 33 | España |  |  |

| 3 de diciembre | Argentina | 24 - 17 | Francia |  |  |

| 3 de diciembre | Francia | 33 - 14 | España |  |  |

| 3 de diciembre | Argentina | 7 - 40 | Fiyi |  |  |

## Fase Final

### Definición 9° puesto
|  | Semifinal | Semifinal | Semifinal |        |      | 9° puesto  | 9° puesto  | 9° puesto  |  |
|  |           |           |           |        |      |            |            |            |  |
|  |           |           |           |        |      |            |            |            |  |
|  | Fiyi      | Fiyi      | 33        |        |      |            |            |            |  |
|  | Fiyi      | Fiyi      | 33        |        |      |            |            |            |  |
|  | Canadá    | Canadá    | 19        |        |      |            |            |            |  |
|  | Canadá    | Canadá    | 19        |        | Fiyi | Fiyi       | 31         |            |  |
|  |           |           |           |        | Fiyi | Fiyi       | 31         |            |  |
|  |           |           | España    | España | 7    |            |            |            |  |
|  | España    | España    | España    | España | 7    | 31         |            |            |  |
|  | España    | España    |           |        |      | 31         |            |            |  |
|  | Japón     | Japón     | 7         |        |      | 11° puesto | 11° puesto | 11° puesto |  |
|  | Japón     | Japón     | 7         |        |      | 11° puesto | 11° puesto | 11° puesto |  |
|  |           |           |           |        |      |            |            |            |  |
|  |           |           |           |        |      | Canadá     | Canadá     | 12         |  |
|  |           |           |           |        |      | Canadá     | Canadá     | 12         |  |
|  |           |           |           |        |      | Japón      | Japón      | 21         |  |
|  |           |           |           |        |      | Japón      | Japón      | 21         |  |
|  |           |           |           |        |      |            |            |            |  |

### Definición 5° puesto
|  | Semifinal      | Semifinal      | Semifinal |       |              | 5° puesto      | 5° puesto      | 5° puesto |  |
|  |                |                |           |       |              |                |                |           |  |
|  |                |                |           |       |              |                |                |           |  |
|  | Irlanda        | Irlanda        | 19        |       |              |                |                |           |  |
|  | Irlanda        | Irlanda        | 19        |       |              |                |                |           |  |
|  | Gran Bretaña   | Gran Bretaña   | 24        |       |              |                |                |           |  |
|  | Gran Bretaña   | Gran Bretaña   | 24        |       | Gran Bretaña | Gran Bretaña   | 10             |           |  |
|  |                |                |           |       | Gran Bretaña | Gran Bretaña   | 10             |           |  |
|  |                |                | Kenia     | Kenia | 5            |                |                |           |  |
|  | Estados Unidos | Estados Unidos | Kenia     | Kenia | 5            | 0              |                |           |  |
|  | Estados Unidos | Estados Unidos |           |       |              | 0              |                |           |  |
|  | Kenia          | Kenia          | 29        |       |              | 7° puesto      | 7° puesto      | 7° puesto |  |
|  | Kenia          | Kenia          | 29        |       |              | 7° puesto      | 7° puesto      | 7° puesto |  |
|  |                |                |           |       |              |                |                |           |  |
|  |                |                |           |       |              | Irlanda        | Irlanda        | 19        |  |
|  |                |                |           |       |              | Irlanda        | Irlanda        | 19        |  |
|  |                |                |           |       |              | Estados Unidos | Estados Unidos | 26        |  |
|  |                |                |           |       |              | Estados Unidos | Estados Unidos | 26        |  |
|  |                |                |           |       |              |                |                |           |  |

### Copa de oro
|  | Cuartos de final | Cuartos de final | Cuartos de final |           |           | Semifinales | Semifinales | Semifinales |           |              | Copa         | Copa         | Copa |  |
|  |                  |                  |                  |           |           |             |             |             |           |              |              |              |      |  |
|  |                  |                  |                  |           |           |             |             |             |           |              |              |              |      |  |
|  | Australia        | Australia        | 24               |           |           |             |             |             |           |              |              |              |      |  |
|  | Australia        | Australia        | 24               |           |           |             |             |             |           |              |              |              |      |  |
|  | Irlanda          | Irlanda          | 12               |           |           |             |             |             |           |              |              |              |      |  |
|  | Irlanda          | Irlanda          | 12               |           | Australia | Australia   | 40          |             |           |              |              |              |      |  |
|  |                  |                  |                  |           | Australia | Australia   | 40          |             |           |              |              |              |      |  |
|  |                  |                  | Argentina        | Argentina | 0         |             |             |             |           |              |              |              |      |  |
|  | Argentina        | Argentina        | Argentina        | Argentina | 0         | 33          |             |             |           |              |              |              |      |  |
|  | Argentina        | Argentina        |                  |           |           |             |             |             |           |              |              |              |      |  |
|  | Gran Bretaña     | Gran Bretaña     | 12               |           |           |             |             |             |           |              |              |              |      |  |
|  | Gran Bretaña     | Gran Bretaña     | 12               |           |           |             |             |             |           | Australia    | Australia    | 7            |      |  |
|  |                  |                  |                  |           |           |             |             |             |           | Australia    | Australia    | 7            |      |  |
|  |                  |                  | Sudáfrica        | Sudáfrica | 10        |             |             |             |           |              |              |              |      |  |
|  | Estados Unidos   | Estados Unidos   | Sudáfrica        | Sudáfrica | 10        | 12          |             |             |           |              |              |              |      |  |
|  | Estados Unidos   | Estados Unidos   |                  |           |           |             |             |             |           |              |              |              |      |  |
|  | Francia          | Francia          | 28               |           |           |             |             |             |           |              |              |              |      |  |
|  | Francia          | Francia          | 28               |           | Francia   | Francia     | 12          |             |           | Tercer lugar | Tercer lugar | Tercer lugar |      |  |
|  |                  |                  |                  |           | Francia   | Francia     | 12          |             |           | Tercer lugar | Tercer lugar | Tercer lugar |      |  |
|  |                  |                  | Sudáfrica        | Sudáfrica | 19        |             |             |             |           |              |              |              |      |  |
|  | Sudáfrica        | Sudáfrica        | Sudáfrica        | Sudáfrica | 19        | 31          |             |             | Argentina | Argentina    | 38           |              |      |  |
|  | Sudáfrica        | Sudáfrica        |                  |           |           |             |             |             | Argentina | Argentina    | 38           |              |      |  |
|  | Kenia            | Kenia            | 19               |           |           |             |             |             |           |              | Francia      | Francia      | 21   |  |
|  | Kenia            | Kenia            | 19               |           |           |             |             |             |           |              | Francia      | Francia      | 21   |  |
|  |                  |                  |                  |           |           |             |             |             |           |              |              |              |      |  |

| Bandera de Sudáfrica   |
| Campeón Sudáfrica      |
| 2º título del circuito |